# Brikettfabrik Herrmannschacht

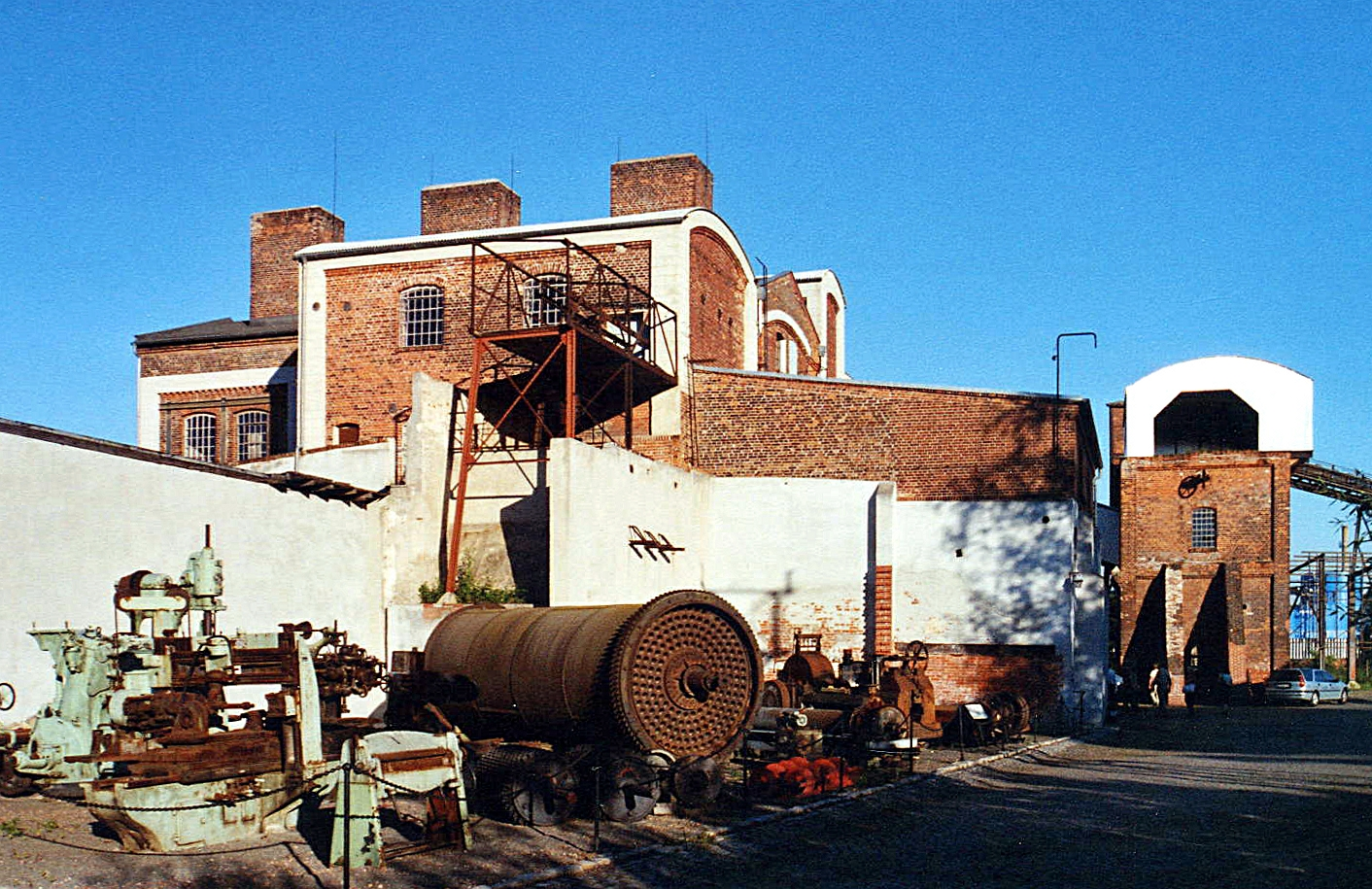
Brikettfabrik Herrmannschacht in Zeitz

Die Brikettfabrik Herrmannschacht in Zeitz wurde 1889 errichtet, um die Zuckerfabrik Zeitz mit günstigen Brennstoffen zu versorgen. Die Fabrik gilt als weltweit älteste erhaltene Brikettfabrik der ersten Generation. Mit Ausnahme des Transmissionsantriebs (Elektromotor) blieb die technische Ausstattung der Fabrik im Originalzustand erhalten.

## Geschichte
Im Zuge der Industrialisierung entstand in Zeitz 1858 eine Zuckerfabrik. Zur Energieversorgung der Fabrik ließ der Fabrikdirektor Richard Herrmann ab 1865 im Umfeld von Zeitz Braunkohlefelder erschließen. Ab 1866 wurde der Schacht „Neue Sorge“ abgeteuft. Gegenüber der Zuckerfabrik entstand 1880/81 unmittelbar an der Eisenbahnstrecke eine Kohleverladestation, die über eine Seilbahnanlage mit dem Schacht verbunden war. Ab 1883 führte die Seilbahn direkt zum Kesselhaus der Brikettfabrik.
An der Verladestation bestand zunächst eine Nasspresssteinfabrik, die ab 1889 durch eine moderne Brikettfabrik mit zwei Brikettpressen und zwei Tellertrocknern abgelöst wurde. 1895 erfolgte der Einbau einer weiteren Presse und eines dritten Trockners. Bei der Brikettierung von Braunkohlenstaub erfolgt eine Pressung des mechanisch und thermisch aufbereiteten Braunkohlenstaubes (Nassdienst, Trockendienst) lediglich unter hohem Druck ohne Zugabe von Bindemitteln. Benannt wurde die Fabrik nach dem Zuckerfabriksdirektor Richard Herrmann. Die Brikettfabrik wurde ohne grundlegende Modernisierung bis zum Jahresende 1959 betrieben. Der mechanische Antrieb erfolgte über eine einzige 12-PS-Dampfmaschine, später Elektromotor und Transmission.
Bereits 1961 wurde die Anlage unter Denkmalschutz gestellt, was die Demontage einzelner Anlagenteile und Umnutzung einzelner Hallen nicht verhindern konnte. Nach Gründung des Vereins „Mitteldeutscher Umwelt- und Technologiepark e.V.“ (MUT) (1994), der die Trägerschaft für die Anlage übernahm, erfolgte ab 1996 die schrittweise Rekonstruktion. Die Brikettfabrik Herrmannschacht Zeitz gilt heute in ihrer Gesamtheit aus Verwaltungs-, Wohn- und Funktionalbauten weltweit als die älteste erhaltene Brikettfabrik der ersten Generation. Der Maschinenbestand stammt weitgehend aus den 1870er und 1880er Jahren. Als wichtiger Sachzeuge der mitteldeutschen Industrie- und Bergbaugeschichte erfolgte am 19. April 2009 die Aufnahme in die Europäische Route der Industriekultur.
Im heutigen vom Verein betriebenen gleichnamigen Museum kann vom Besucher – von der Entstehung (angelegte Pflanzungen eines Braunkohlenwaldes), über die Verarbeitung (historische Maschinenhalle) bis hin zur Verbrennung der Kohle (Ofenausstellung) – die Bedeutung der Kohle in der Geschichte der mitteldeutschen Industriekultur erfasst und erlebt werden.

## Galerie

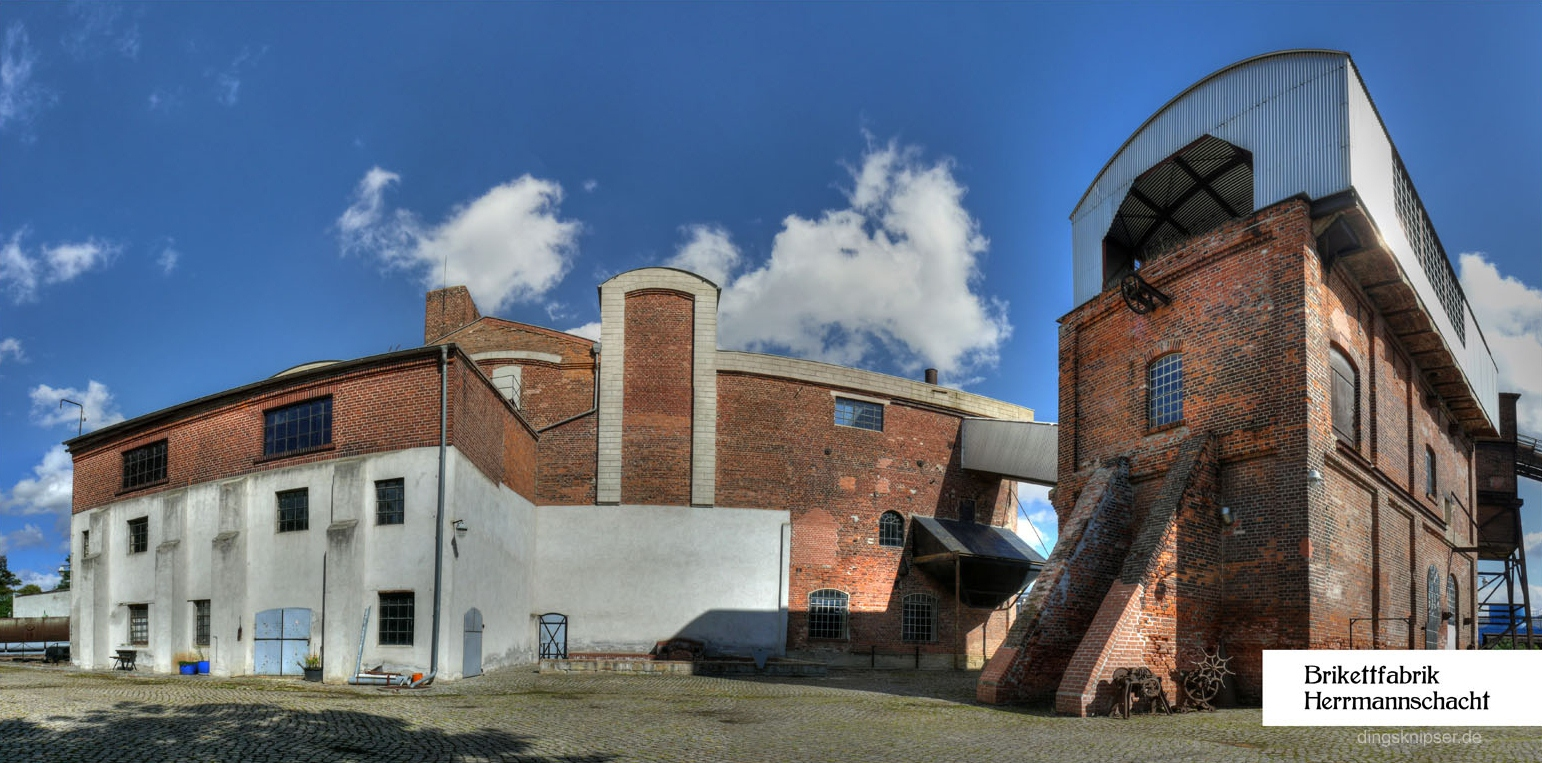
Panoramaansicht der Brikettfabrik, benannt nach Richard Herrmann. Auf dem Foto ist links das Fabrikgebäude zu sehen, rechts die Schmiede mit Kohlebunker.
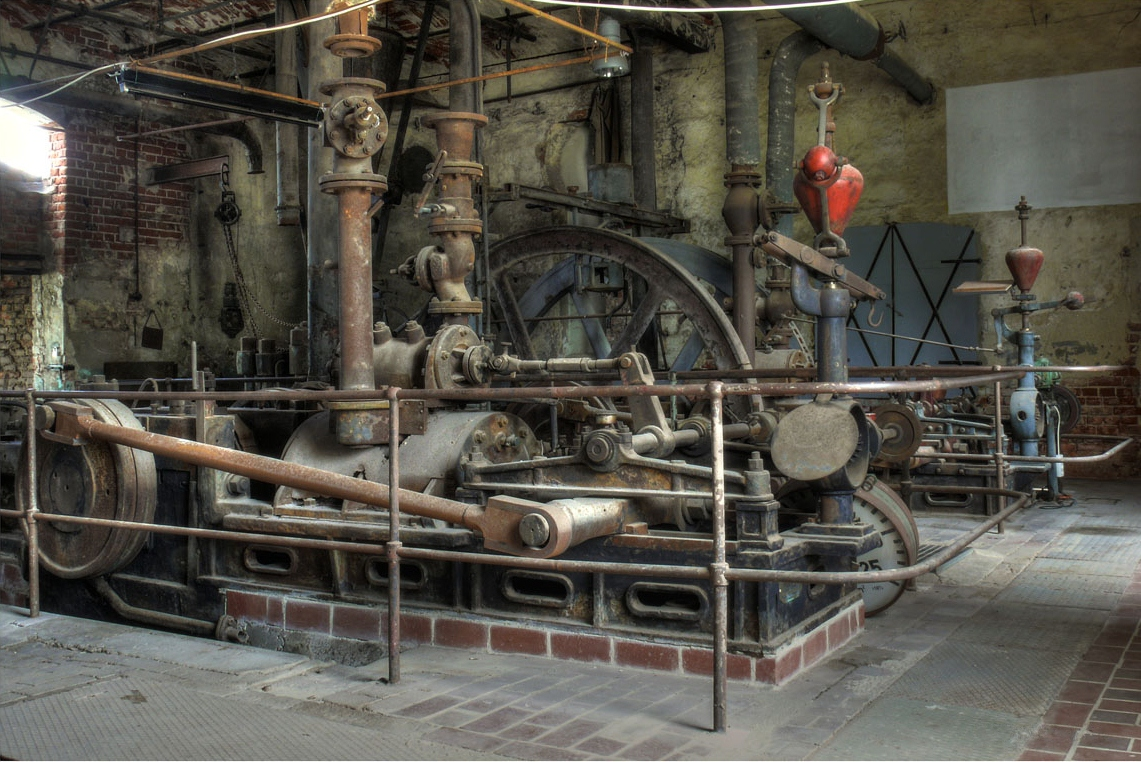
Brikettpresse als Einzel(strang)presse, pro Pressvorgang wird ein Brikett hergestellt
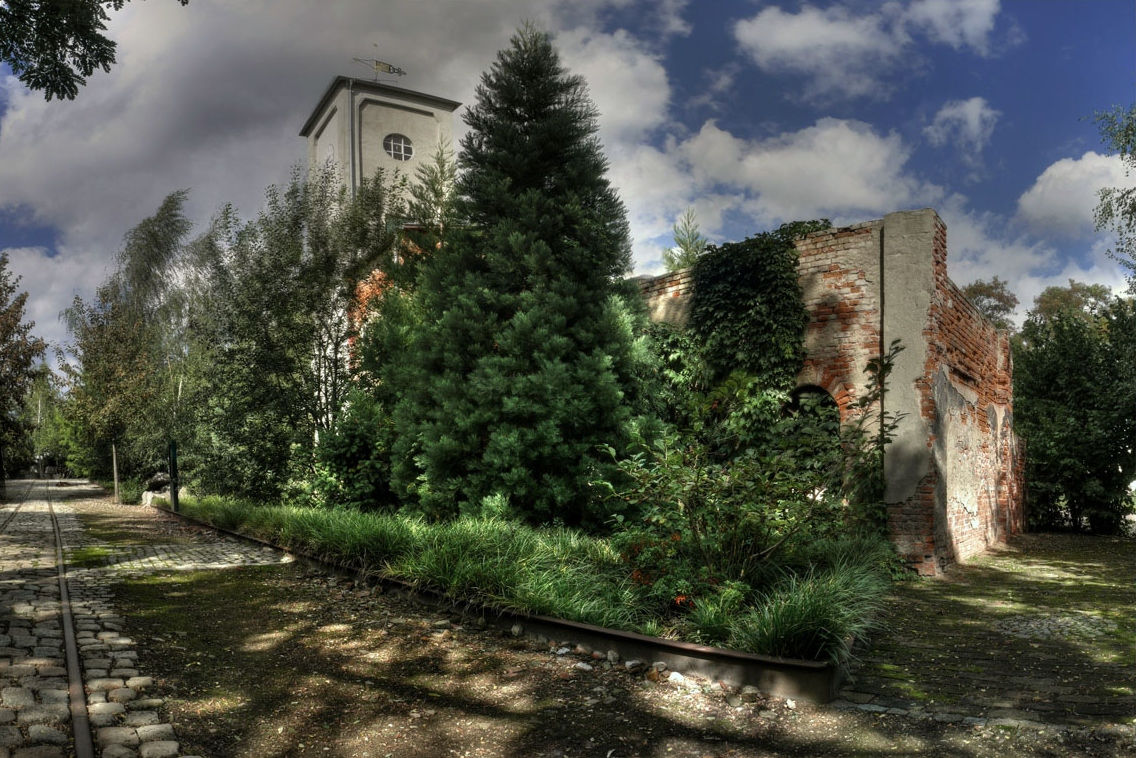
Rückansicht des Wohnhauses und ehem. Sozialgebäude der Brikettfabrik. In selbigen ist jetzt eine Ofenausstellung untergebracht.
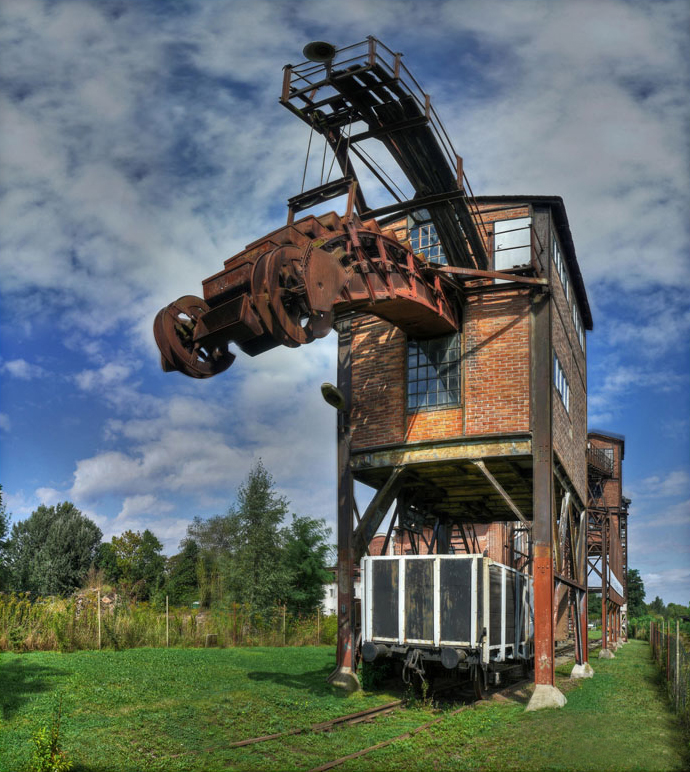
Entladestation für die mit (Roh)Kohle gefüllten Waggons. Der Hebearm wurde in die Waggons abgesenkt und die beidseitigen Schneckenräder beförderten die Kohle durch rotierende Bewegung in die Loren. Von hier erfolgte anschließend der Transport in den Kohlebunker oberhalb der Schmiede.
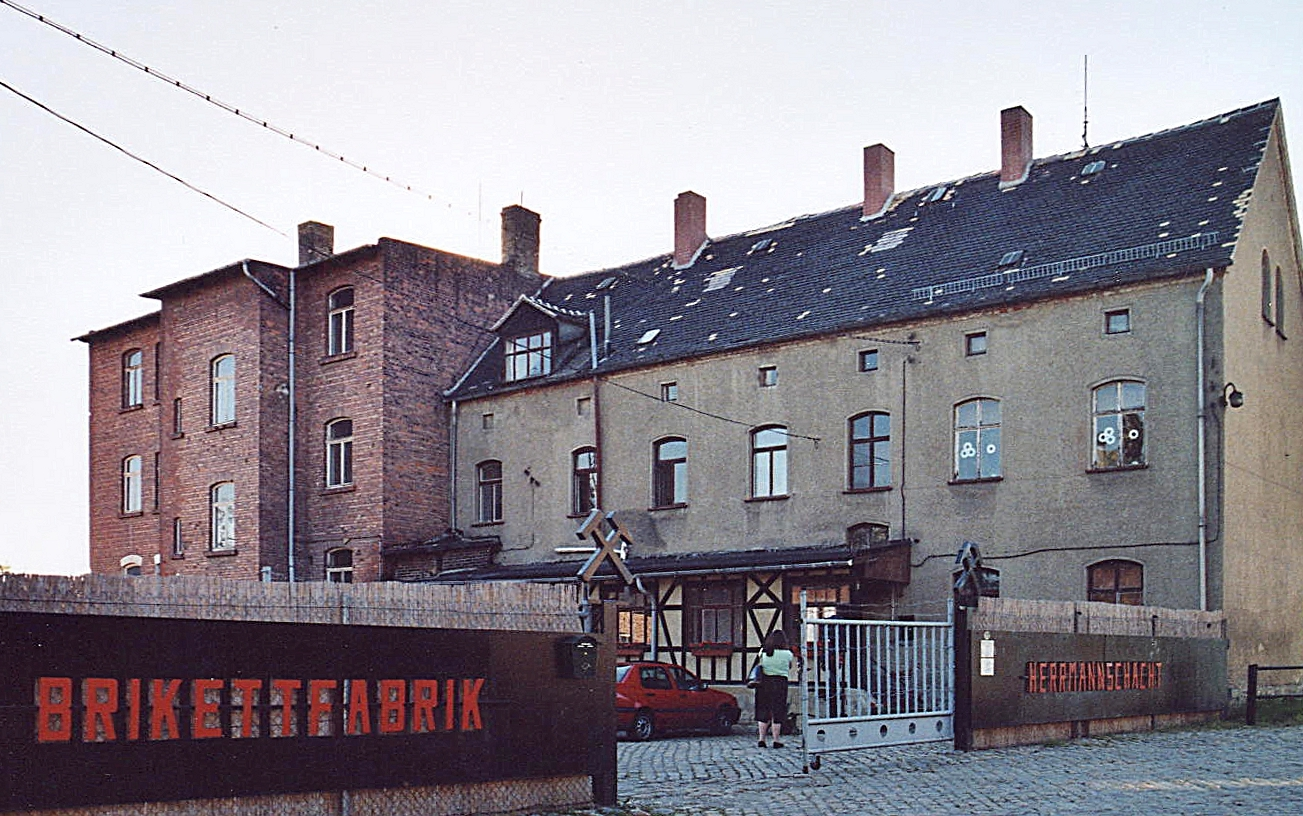
Eingangsbereich mit dem Wohn- und Verwaltungsgebäude
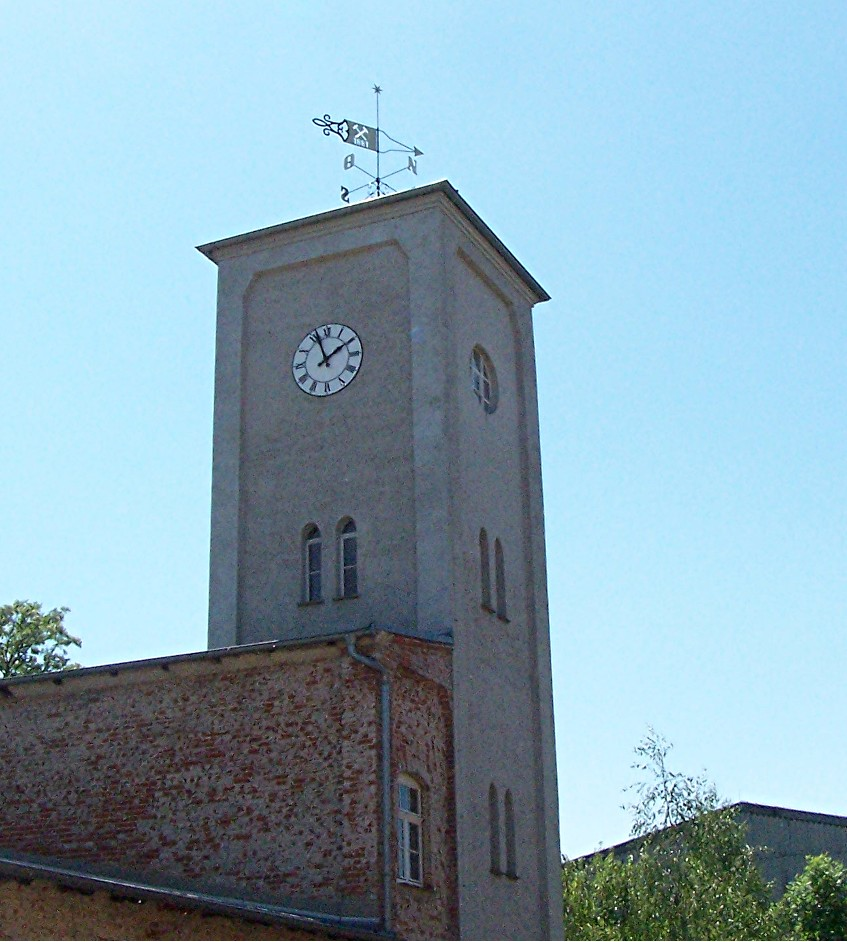
Turm der Brikettfabrik
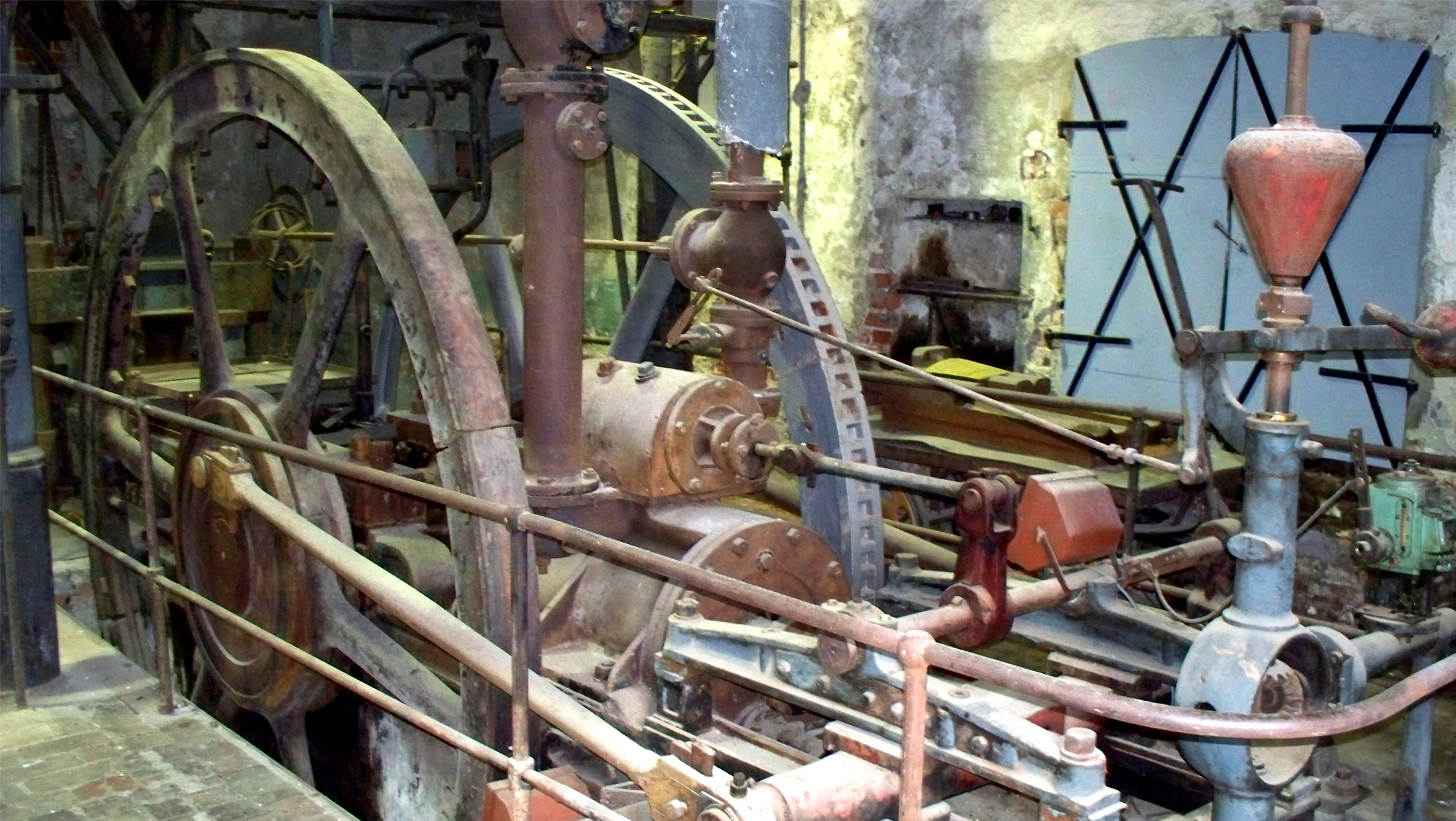
Brikettmaschine der ersten Generation
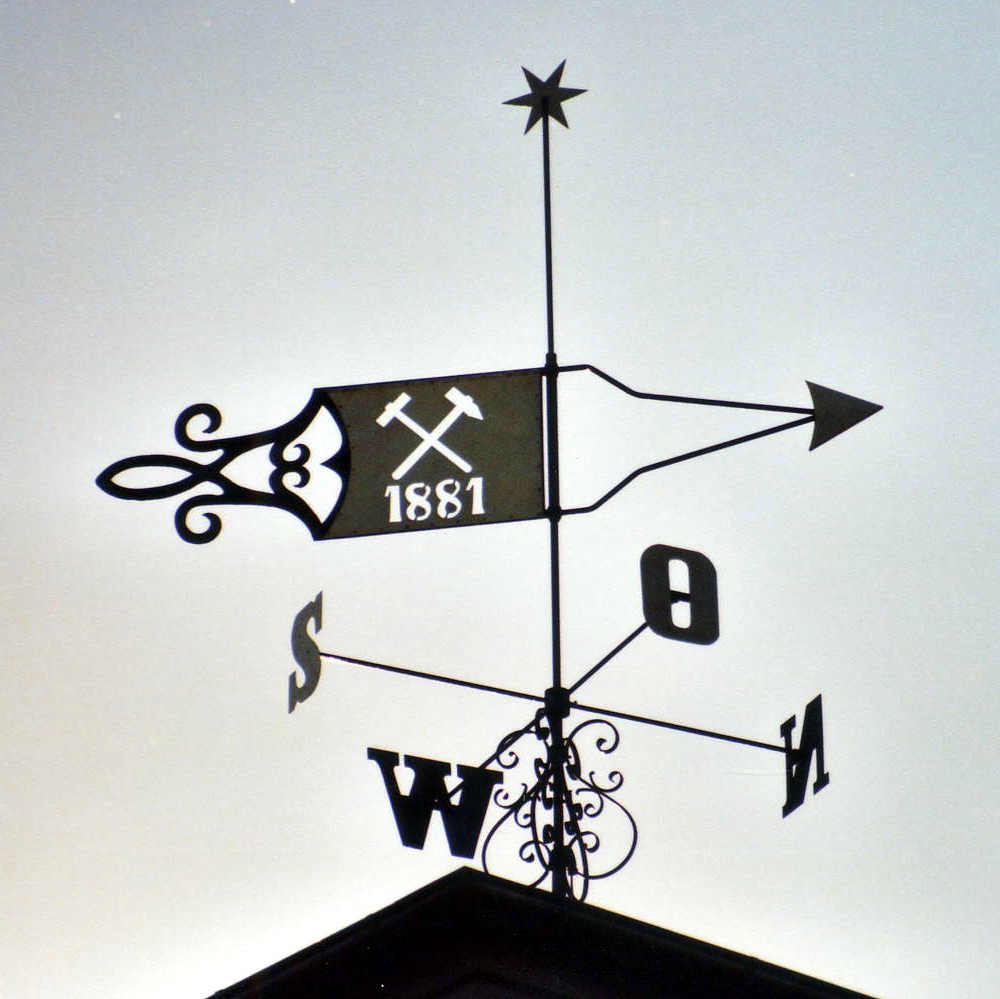
Wetterfahne mit Jahreszahl „1881“ und Schlägel und Eisen